# Neslişah Sultane
Fatma Neslişah Sultane, dite Neslişah Osmanoğlu après 1957 (Constantinople, 4 février 1921 – Istanbul, 2 avril 2012), est une princesse ottomane, petite-fille paternelle du dernier calife Abdülmecid II et petite-fille maternelle du dernier sultan Mehmed VI. Elle est la dernière personne inscrite au registre officiel de la dynastie ottomane.

## Biographie

### Naissance et famille
Fatma Neslişah est née le 4 février 1921 dans le palais de sa mère à Nişantaşı, Constantinople (qui deviendra Istanbul en 1930). Elle est la fille aînée de Şehzade Ömer Faruk (fils du calife Abdülmecid II) et de Sabiha Sultane (fille du sultan Mehmed VI). À sa naissance, elle reçut le titre honorifique Devletlü İsmetlü Neslişah Sultan Aliyyetüş'şan Hazretleri (en français Son Altesse Impériale Neslişah Sultane), accompagnée de saluts de canons et de la frappe de pièces d’or à son effigie. Elle fut la dernière personne inscrite dans les registres de la dynastie ottomane.

### Exil et études
À la suite de l'abolition du califat en mars 1924 par la République turque naissante, tous les membres de la maison impériale sont contraints à l’exil. Neslişah passe son enfance et son adolescence à Nice, où elle suit des études secondaires. En 1938, fuyant le déclenchement de la Seconde Guerre mondiale, sa famille s’installe en Égypte, pays dont elle apprendra la langue et où elle se forge un réseau social et intellectuel.

### Mariage et rôle en Égypte
Le 26 septembre 1940, elle épouse au Caire le prince Muhammad Abdel Moneim, fils du dernier khédive d’Égypte, Abbas Hilmi II. À l’occasion de cette union, elle reçoit le titre de Sahibat-al Sumuw Al-Amira Neslishah (Son Altesse la princesse Neslişah) et adopte des fonctions philanthropiques et représentatives à la cour égyptienne. De cette union naissent deux enfants : le prince Abbas Hilmi, né le 16 octobre 1941 et la princesse İkbal, née le 22 décembre 1944.
Lorsque la révolution de juillet 1952 renverse la monarchie égyptienne, Muhammad Abdel Moneim est nommé régent du jeune roi Fuad II, faisant de Neslişah, de facto, la première dame de la monarchie durant dix mois. En 1957, accusés de complot contre le régime de Nasser, ils sont emprisonnés puis acquittés. Expulsés d’Égypte, ils s’installent en France avant que Neslişah ne revienne définitivement en Turquie en 1963, renouant avec la citoyenneté turque et prenant le nom de famille Osmanoğlu.

### Retour en Turquie et dernières années
Installée à Istanbul, elle mène une vie discrète aux côtés de sa fille İkbal. Veuve depuis 1979, elle conserve une place de référence au sein des descendants de la dynastie ottomane, entretenue par ses interventions ponctuelles dans la presse et la publication de sa biographie par le journaliste turc Murat Bardakçı en 2011.
Le 2 avril 2012, à l’âge de 91 ans, Neslişah Sultane meurt d’une crise cardiaque dans sa résidence d’Ortaköy à Istanbul. Ses obsèques se déroulent le lendemain à la mosquée Yıldız Hamidiye de Beşiktaş. Elle est inhumée au cimetière d’Aşiyan, aux côtés de sa mère et de ses sœurs. À son décès, elle est reconnue comme la plus ancienne princesse ottomane et la dernière membre née sous l’Empire.